# Camea
Camea (Kamea) ist ein Ortsteil der osttimoresischen Landeshauptstadt Dili und Suco im Verwaltungsamt Cristo Rei (Gemeinde Dili).

## Name
Der Suco ist nach dem Berg Foho Camea und der gleichnamigen, mythischen Riesenschlange benannt, die in einer Höhle im Berg leben soll.

## Geographie

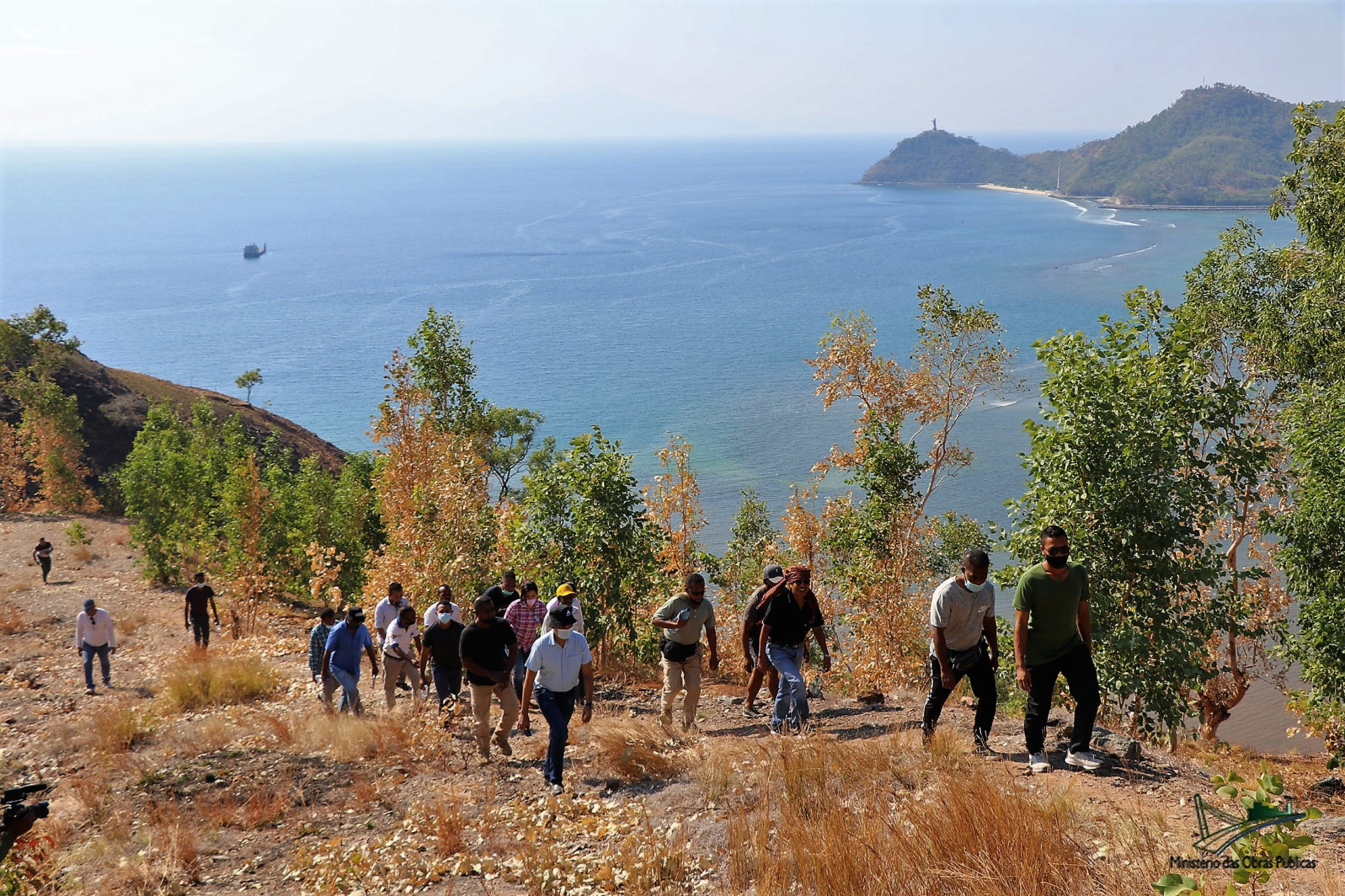
Blick von Camea aus auf die Bucht von Dili

Der Suco Camea liegt im Westen des Verwaltungsamts Cristo Rei. Östlich liegt der Suco Hera, nördlich Meti Aut und im Westen Bidau Santana, Ailok und Becora. Im Süden grenzt Camea an die Gemeinde Aileu mit ihrem Suco Acumau (Verwaltungsamt Remexio). Durch den Westen Cameas fließt der Fluss Benamauc, ein Quellfluss des Mota Clarans.
Der Suco teilt sich in 13 Aldeias. Im Norden befinden sich Lenuc Hun (Lenuk Hun, Lunukhun), Ailoc Laran und Ailele Hun. Has Laran und Lases liegen als einzige Aldeias westlich des Benamauc. Terminal, Bedois (deutsch „stinkendes Wasser“), Suco Laran und Fatuc Francisco bilden das Zentrum. Im Osten liegt Aidac Bihare (Aidak Bihare, Aidabahare) und im Süden Buburlau, Caisabe und Namalai.
Nach der Unabhängigkeit Osttimors 2002 wurde Camea der Suco Fatuahi angegliedert. Zusätzliche Gebiete schlug man ihm mit der Gebietsreform von 2015 hinzu, so dass das Gesamtterritorium des Sucos von 2,31 km² auf 9,85 km² anwuchs. Im Süden kamen von Becora die Gebiete östlich des Benamauc mit den Stadtteilen Buburlau, Karomate und dem Ort Aidac Bihare zu Camea, im Norden war es der Osten von Bidau Santana und der Süden von Metiaut und im Südosten von Hera die Ortschaften Fatuahi und Susan. Vor der Reform gehörten bereits zu Camea der Ort Ailoc Laran (Ailoklaran, Ailok Laran) im Westen, Lenuc Hun im Norden, Bedois im Zentrum und Benamauc im Südwesten.

## Einwohner

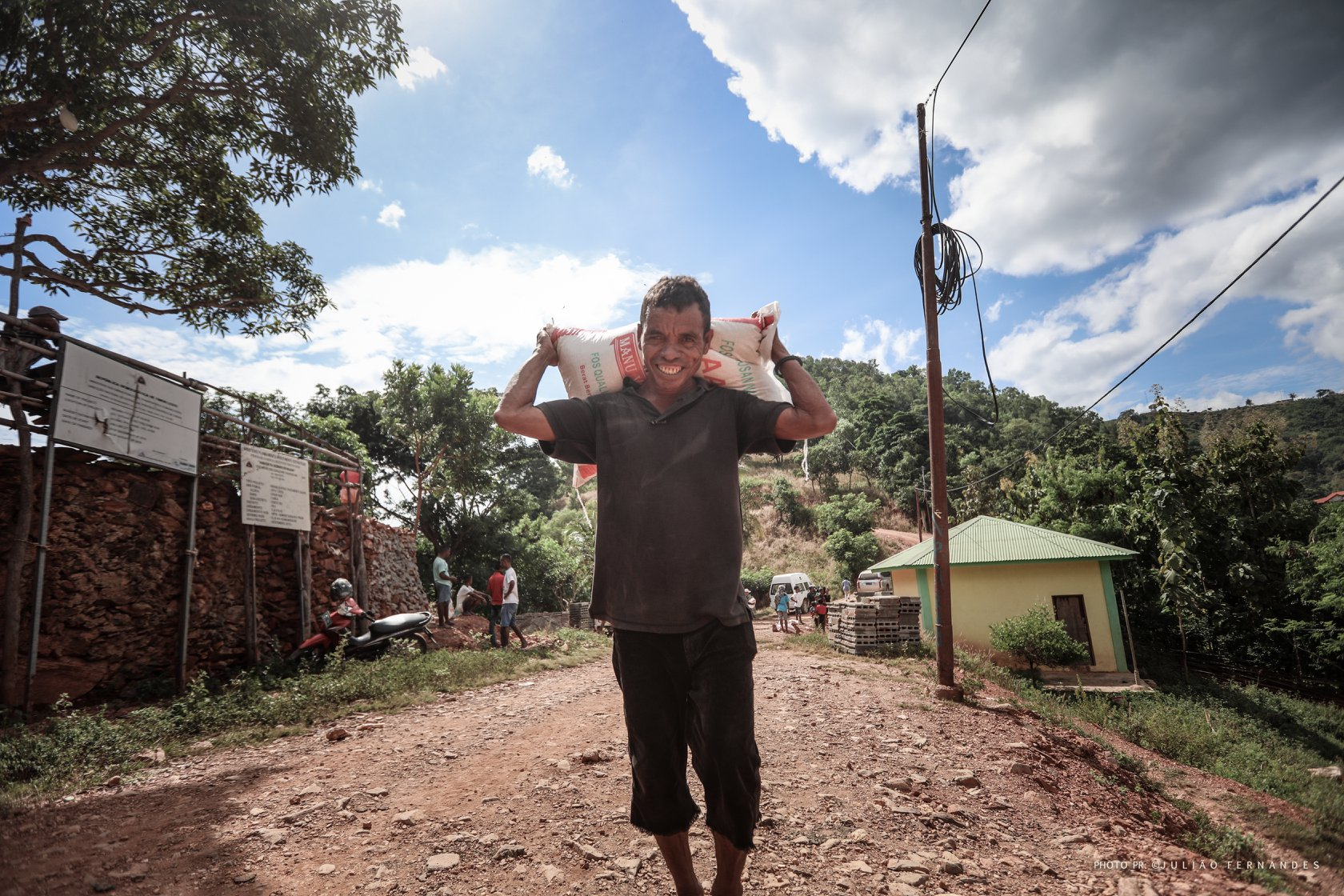
In der Aldeia Lenuc Hun

Im Suco leben 17.362 Einwohner (2022), davon sind 8.900 Männer und 8.462 Frauen. 15.688 von ihnen wohnen in einer urbanen Umgebung, 1.674 im ländlichen Teil des Sucos. Im Suco gibt es 2.721 Haushalte. Über 94 % der Einwohner geben Tetum Prasa als ihre Muttersprache an. 3 % sprechen Mambai, Minderheiten Makasae, Tetum Terik oder Fataluku.

## Geschichte
Ein Feuer zerstörte im Januar 2003 das Verwaltungsgebäude und den Großteil des Archivs des Gefängnis Becora. Entstanden war das Feuer durch einen Unfall. Personen kamen nicht zu Schaden.
Am 30. August 2006 gelang Alfredo Reinado, einem der wichtigsten Protagonisten während der Unruhen in Osttimor desselben Jahres, zusammen mit 56 Mitgefangenen die Flucht aus dem Gefängnis Becora. Mit Rasenscheren hatten sie die Wärter bedroht, die daraufhin die Türen öffneten. Danach nutzten die Flüchtenden die Besuchszeit, um aus dem Gefängnis zu entkommen. Die anderen 148 Insassen flohen nicht. Auch in Becora kam es im Laufe der Unruhen von 2006 zu Zusammenstößen. Ein Team aus neuseeländischen, australischen und malaysischen Polizisten übernahm im Rahmen der UNMIT hier die Aufgabe wieder für Ruhe und Ordnung zu sorgen. Beim Markt von Becora befand sich ein Flüchtlingslager für die bei den Unruhen vertriebenen Menschen.
Am 3. November 2013 kam es erneut zu einer Massenflucht aus dem Gefängnis Becora.

## Einrichtungen

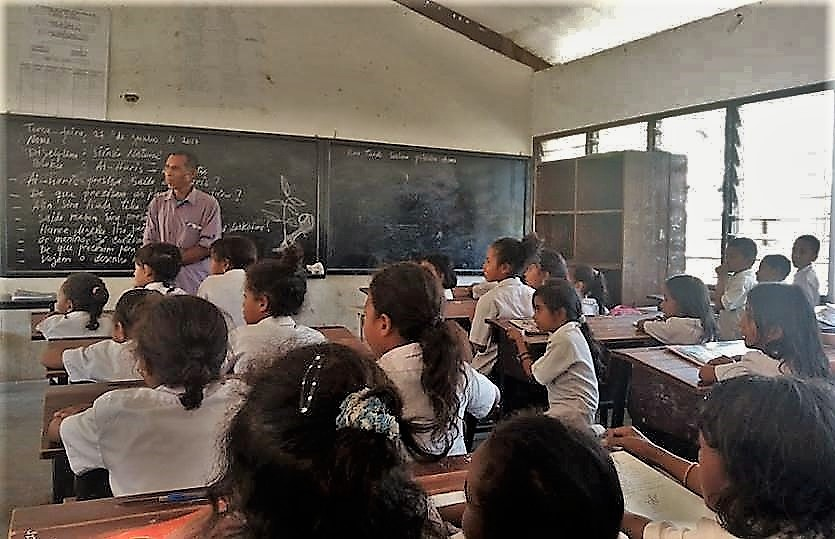
Grundschule in Camea

Im Suco gibt es vier Grundschulen: Die Escola Primaria No. 7 Camea, die Escola Primaria Katolika Sabraka Laran (Sabracalaran), die Escola Primaria Fatuahi und die Escola Primaria Bedois. Im Pfarrsaal von Bedois ist eine Vorschule untergebracht. Außerdem gibt es eine Sekundarschule in Bedois. Eine weitere Schule ist die Escola Aidac Bihare. Sie wurde bei den Unruhen in Osttimor 2006 zerstört und danach wieder aufgebaut. In Lases liegt mit dem Gefängnis Becora die wichtigste Strafanstalt des Landes. Es bestand bereits in der indonesischen Besatzungszeit.
Sehenswürdigkeiten im Suco sind das Heilige Haus von Manu-lain (Aldeia Ailoc Laran). In Bedois befindet sich die Pfarrkirche Santa Teresinha do Menino Jesus de Bedois. Sie wurde 1998 errichtet.

## Politik
Bei den Wahlen von 2004/2005 wurde António Ribero zum Chefe de Suco gewählt und 2009 in seinem Amt bestätigt. 2016 löste ihn Matos da Costa ab, dem wiederum Armenio Aleixo da Silva außerhalb der regulären Wahlen folgte.